# Potęgi kroczące
Potęgi kroczące – symbole wykorzystywane w kombinatoryce do oznaczania pewnych specyficznych wielomianów. Są dwa rodzaje potęg kroczących.

## Silnia górna
Symbolem silni górnej jest:
{\displaystyle x^{\overline {m}}}
Powyższy symbol czyta się jako "x do m-tej przyrastającej" i oznacza wielomian postaci:
{\displaystyle x^{\overline {m}}=x(x+1)\ldots (x+m-1)={\frac {(x+m-1)!}{(x-1)!}}\ \ m\in \mathbb {N} ,x\in \mathbb {C} }
wyrażenie po prawej ma m czynników.

## Silnia dolna
Symbolem silni dolnej jest:
{\displaystyle x^{\underline {m}}}
Powyższy symbol czyta się jako "x do m-tej ubywającej" i oznacza wielomian postaci:
{\displaystyle x^{\underline {m}}=x(x-1)\ldots (x-m+1)\ ={\frac {x!}{(x-m)!}}\ m\in \mathbb {N} ,x\in \mathbb {C} }
wyrażenie po prawej ma m czynników.
Dla wykładników mniejszych od 0 silnię dolną definiuje się jako:
{\displaystyle x^{\underline {-m}}={\frac {1}{(x+1)(x+2)\ldots (x+m)}}\ \ m\in \mathbb {N} ,x\in \mathbb {C} }

### Własności
- {\displaystyle x^{\underline {m+n}}=x^{\underline {m}}(x-m)^{\underline {n}}\ \ m,n\in \mathbb {Z} ,x\in \mathbb {C} }